# 科默斯 (加利福尼亚州)
商业市或商业城（英語：Commerce），中文又音译为科默斯或康墨斯，是美国加利福尼亚州洛杉矶县下属的一座城市。建市于1960年1月28日，面积大约为6.54平方英里（16.9平方公里）。根据2010年美国人口普查，该市有人口12,823人。